# Nokia N76
Nokia N76 je multimediální smartphone od společnosti Nokia. Představen byl v únoru roku 2007 na Mezinárodním veletrhu spotřební elektroniky a prodávat se začal 5. května za cenu 390 EUR. Byl nazýván také jako „krásný a multimediální počítač“. V současnosti je to nejtenčí mobil řady N od Nokie.
Telefon byl původně prodáván, aniž obsahoval stereo bluetooth, ale pozdější aktualizace firmwaru v30.0.015 dodává A2DP a AVRCP Bluetooth profily. Existuje také mnoho vylepšení stability a opravy chyb, stejně jako nové funkce, včetně zahrnutí Nokia Maps a nové funkce vyhledávání v aktivním pohotovostním režimu.

## Výpis vlastností
| Vlastnost                     | Popis |
| ----------------------------- | --- |
| Tvar                          | Véčko |
| Operační Systém               | Symbian OS 9.2, S60 3rd Edition Feature Pack 1                                                           |
| GSM frekvence                 | 850/900/1800/1900 MHz                                                                                    |
| GPRS                          | Ano |
| WCDMA                         | Ano |
| Displej                       | 240x320 pixelů, úhlopříčka 2.4", 16 milionů barev                                                        |
| CPU                           | 369 MHz                                                                                                  |
| Vnitřní Dynamická Paměť (RAM) | 26 MB |
| Vnitřní Efektivní Paměť       | Ne |
| Fotoaparát                    | 2 megapixelový fotoaparát s bleskem, čtyřnásobný optický zoom, rozlišení 1600 × 1200                     |
| Nahrávání videa               | Ano, MPEG-4 VGA (320x240), 30 fps                                                                        |
| Multimediální zprávy          | Ano |
| Video hovory                  | Ano |
| Push to talk                  | Ano |
| Java podpora                  | Ano, Java™ 2.0                                                                                           |
| Slot pro paměťovou kartu      | microSD                                                                                                  |
| Bluetooth                     | Ano, 2.0                                                                                                 |
| Wi-Fi                         | Ne |
| Infračervený port             | Ne |
| Podpora datového kabelu       | Ano, USB 2.0 Full Speed přes port Mini USB a podpora třídy mass storage pro rychlé připojení a odebírání |
| Prohlížeč webu                | Nokia Webový Prohlížeč s „Mini map“                                                                      |
| E-mail                        | Ano, Jednoduchý e-mailový klient                                                                         |
| Hudební přehrávač             | Ano |
| Rádio                         | Ano, Stereo FM Rádio                                                                                     |
| Video formáty                 | 3GP a MP4                                                                                                |
| Audio formáty                 | MP3/AAC/eAAC/eAAC+/WMA/M4A s playlisty, včetně podpory OMA DRM 2.0/1.0 & WMDRM                           |
| TV výstup                     | Ne |
| HF hlasitý odposlech          | Ano, s 3.5 mm audio výstupem (pro standardní sluchátka a podpora protokolu A2DP pro bezdrátová sluchátka |
| Baterie                       | Baterie Li-Ion 700 mAh                                                                                   |
| Doba hovoru                   | až 165 min                                                                                               |
| Pohotovostní doba             | až 210 hodin                                                                                             |
| Hmotnost                      | 115 g |
| Rozměry                       | 107 × 52 × 14 mm                                                                                         |
| Extra vlastnosti              | ne |